# Bahnstrecke Striberg–Grängen
| Streckennummer: | SGJ                      |                                                 |                                                 |
| Streckenlänge: | 28,2 km                  |                                                 |                                                 |
| Spurweite: | 802 mm, ab 1907: 1435 mm |                                                 |                                                 |
| Maximale Neigung: | 25,5 ‰                   |                                                 |                                                 |
| Minimaler Radius: | 150 m                    |                                                 |                                                 |
| Streckengeschwindigkeit: | 20 km/h                  |                                                 |                                                 |
| |                          |                                                 |                                                 |
| \| \| \| Bahnstrecke Bredsjö–Grängen von Bredsjö (1894–) \| \| \| \| 0,0 \| Anlegestelle am Grängen von Bredsjö (1887–1894) \| Anlegestelle am Grängen von Bredsjö (1887–1894) \| \| \| 56,4 \| Grängen (1887–) \| Grängen (1887–) \| \| \| 2,7 \| Slotterberget (Pferdebahn) \| Slotterberget (Pferdebahn) \| \| \| \| Rössbergs gruvor (3,4 km, 1887–1907) \| \| \| \| 52,9 \| Sågheden (1887–1907) \| Sågheden (1887–1907) \| \| \| 49,8 \| Yxsjön \| Yxsjön \| \| \| 48,1 \| Orogatan \| Orogatan \| \| \| 46,3 \| Finnshyttan (Bedarfshaltestelle) \| Finnshyttan (Bedarfshaltestelle) \| \| \| \| Petersfors bruk (1,3 km, 1887–1907) \| \| \| \| 45,0 \| Järnboås (1887–) \| Järnboås (1887–) \| \| \| \| Rastälven \| \| \| \| \| Gammelhyttan (Lindeshyttan, 0,4 km, 1888–) \| \| \| \| 41,0 \| Timansberg (1887–) \| Timansberg (1887–) \| \| \| 40,0 \| Timanshyttan (Bedarfshaltestelle) \| Timanshyttan (Bedarfshaltestelle) \| \| \| 36,1 \| Klacka-Lerberg (1887–) \| Klacka-Lerberg (1887–) \| \| \| \| (rechts Normalspurstrecke ab 1907) \| \| \| \| 30,1 \| Dammsjön \| Dammsjön \| \| \| 29,1 \| Striberg (Normalspur ab 1907) \| Striberg (Normalspur ab 1907) \| \| \| \| Nora–Karlskoga Järnväg nach Gyttorp (1874–) \| \| \| \| \| Striberg nedre (Dreischienengleis 1874–1907) \| \| \| \| \| (links Schmalspurstrecke bis 1907) \| \| \| \| \| Striberg övre (1873–1907) \| \| \| \| \| Bahnstrecke Striberg–Degerfors nach Degerfors \| \| \| \| \| \| \| \| Quellen: [1] \| \| \| \| |                          |                                                 |                                                 |
| Strecke (außer Betrieb) |                          | Bahnstrecke Bredsjö–Grängen von Bredsjö (1894–) | Bahnstrecke Bredsjö–Grängen von Bredsjö (1894–) |
| Abzweig geradeaus und von rechts (Strecke außer Betrieb) · Betriebsstelle Streckenanfang (Strecke außer Betrieb) | 0,0                      | Anlegestelle am Grängen von Bredsjö (1887–1894) | Anlegestelle am Grängen von Bredsjö (1887–1894) |
| Bahnhof (Strecke außer Betrieb) · Strecke (außer Betrieb) | 56,4                     | Grängen (1887–)                                 | Grängen (1887–)                                 |
| Strecke (außer Betrieb) · Betriebsstelle Streckenende (Strecke außer Betrieb) | 2,7                      | Slotterberget (Pferdebahn)                      | Slotterberget (Pferdebahn)                      |
| Abzweig geradeaus und von rechts (Strecke außer Betrieb) |                          | Rössbergs gruvor (3,4 km, 1887–1907)            | Rössbergs gruvor (3,4 km, 1887–1907)            |
| Bahnhof (Strecke außer Betrieb) | 52,9                     | Sågheden (1887–1907)                            | Sågheden (1887–1907)                            |
| Blockstelle (Strecke außer Betrieb) | 49,8                     | Yxsjön                                          | Yxsjön                                          |
| Haltepunkt / Haltestelle (Strecke außer Betrieb) | 48,1                     | Orogatan                                        | Orogatan                                        |
| Haltepunkt / Haltestelle (Strecke außer Betrieb) | 46,3                     | Finnshyttan (Bedarfshaltestelle)                | Finnshyttan (Bedarfshaltestelle)                |
| Abzweig geradeaus und von links (Strecke außer Betrieb) |                          | Petersfors bruk (1,3 km, 1887–1907)             | Petersfors bruk (1,3 km, 1887–1907)             |
| Bahnhof (Strecke außer Betrieb) | 45,0                     | Järnboås (1887–)                                | Järnboås (1887–)                                |
| Brücke über Wasserlauf (Strecke außer Betrieb) |                          | Rastälven                                       | Rastälven                                       |
| Abzweig geradeaus und von rechts (Strecke außer Betrieb) |                          | Gammelhyttan (Lindeshyttan, 0,4 km, 1888–)      | Gammelhyttan (Lindeshyttan, 0,4 km, 1888–)      |
| Haltepunkt / Haltestelle (Strecke außer Betrieb) | 41,0                     | Timansberg (1887–)                              | Timansberg (1887–)                              |
| Haltepunkt / Haltestelle (Strecke außer Betrieb) | 40,0                     | Timanshyttan (Bedarfshaltestelle)               | Timanshyttan (Bedarfshaltestelle)               |
| Bahnhof (Strecke außer Betrieb) | 36,1                     | Klacka-Lerberg (1887–)                          | Klacka-Lerberg (1887–)                          |
| Abzweig geradeaus und nach links (Strecke außer Betrieb) · Strecke von rechts (außer Betrieb) |                          | (rechts Normalspurstrecke ab 1907)              | (rechts Normalspurstrecke ab 1907)              |
| Strecke (außer Betrieb) · Haltepunkt / Haltestelle (Strecke außer Betrieb) | 30,1                     | Dammsjön                                        | Dammsjön                                        |
| Strecke (außer Betrieb) · Bahnhof (Strecke außer Betrieb) | 29,1                     | Striberg (Normalspur ab 1907)                   | Striberg (Normalspur ab 1907)                   |
| Strecke (außer Betrieb) · Abzweig geradeaus, nach links und von links (Strecke außer Betrieb) |                          | Nora–Karlskoga Järnväg nach Gyttorp (1874–)     | Nora–Karlskoga Järnväg nach Gyttorp (1874–)     |
| Strecke (außer Betrieb) · Bahnhof (Strecke außer Betrieb) |                          | Striberg nedre (Dreischienengleis 1874–1907)    | Striberg nedre (Dreischienengleis 1874–1907)    |
| Abzweig nach links und von links (Strecke außer Betrieb) · Strecke nach rechts (außer Betrieb) |                          | (links Schmalspurstrecke bis 1907)              | (links Schmalspurstrecke bis 1907)              |
| Bahnhof (Strecke außer Betrieb) |                          | Striberg övre (1873–1907)                       | Striberg övre (1873–1907)                       |
| Strecke (außer Betrieb) |                          | Bahnstrecke Striberg–Degerfors nach Degerfors   | Bahnstrecke Striberg–Degerfors nach Degerfors   |
| |                          |                                                 |                                                 |
| Quellen: |                          |                                                 |                                                 |

Die Bahnstrecke Striberg–Grängen (SGJ) war eine schmalspurige schwedische Eisenbahnstrecke. Sie wurde von der Striberg–Grängens järnvägsaktiebolag zwischen Grängen und Striberg in Bergslagen erbaut. Die Strecke schloss in Striberg nedre an die Vikern–Möckelns Järnväg an, wo sich Umlademöglichkeiten zur normalspurigen Nora–Karlskoga Järnväg befanden.

## Geschichte
Als die Nora–Karlskoga järnväg 1874 die Nebenstrecke nach Striberg eröffnete, erhielt sie am 11. September die Konzession für eine normalspurige Verlängerung der Strecke nach Järnboås. 1876 kam dazu einen Konzession für eine Bahnstrecke der Nora-Karlskoga Järnväg von Nora über Striberg nach Grythyttan und „weiter zur Region, wo der Vanån auf den Västerdalälven trifft“ (Vansbro). Das nötige Kapital für diese Strecken war nicht zu beschaffen und keine der Eisenbahnen wurden gebaut. Erst zehn Jahre später wurde diese Pläne wieder aufgenommen.
Am 13. Dezember 1884 traf der Vorstand der Nora–Karlskoga järnväg eine Vereinbarung mit den Bergbaugesellschaften und anderen Unternehmen. Danach sollten die Interessenten kostenfrei das benötigte Land zur Verfügung stellen. Die technischen Einrichtungen sowie die Bahnhöfe waren etwa ein Fünftel des Baukapitals. Nora–Karlskoga järnväg sollte den Rest beitragen und den Betrieb der Strecke übernehmen. Der Kostenvoranschlag für eine 28,2 km lange Bahnstrecke mit der Spurweite von 802 mm betrug 480.000 Kronen. Fahrzeuge waren in dieser Summe nicht enthalten.
Am 4. Dezember 1885 erhielt eine Anzahl von Privatpersonen eine Konzession für eine Schmalspurbahn zwischen Striberg und Grängen in der Spurweite von 802 mm.

## Striberg–Grängens Järnvägsaktiebolag
Die Konzession wurde der neu gegründeten Striberg–Grängens järnvägsaktiebolag übergeben, die eine hundertprozentige Tochtergesellschaft der Nora–Karlskoga järnväg war.
Der Bau der Strecke begann 1886. Am 1. Dezember 1887 wurde die Strecke für den öffentlichen Betrieb eröffnet. Sämtliche Aktien gehörten der Nora–Karlskoga järnvägsaktiebolag. Die Strecke hatte einen minimalen Radius von 150 Meter und eine maximale Steigung von 25,5 ‰. Die Schienen hatten ein Metergewicht von 21 kg. Zwei Nebenstrecken waren mit gebaut worden. Sie führten zur Petersfors bruk, 1,3 km und zur Rössbergs gruvor, 3,4 km. In Grängen schloss der Transportweg zur Bredsjö–Grängens trafikaktiebolag an, der über die Seen bis Hjulsjö führte und dort an eine Pferdebahn nach Bredsjö anschloss.
1888 erfolgte der Bau eines 400 Meter langen Anschlussgleises nach Lindesbyhyttan.
Striberg–Grängens Järnväg kaufte für die Eröffnung eine Lokomotive und 20 Güterwagen. Der Verkehr wurde durch Vikern-Möckelns Järnväg besorgt. Die Anzahl der Güterwagen wurde 1888 auf insgesamt 60 erhöht.
| Nummer | Name | Bauart    | Achsfolge | Hersteller                     | Fabr.-Nr./ Baujahr | Besonderes                                                                                                   |
| ------ | ---- | --------- | --------- | ------------------------------ | ------------------ | --- |
| 3      |      | Tenderlok | 1 C t     | Nydqvist och Holm, Trollhättan | 249 1887           | später Vikern–Möckelns Järnväg Nr. 4, 1953 ausgemustert, 1956 als Denkmal in Nora aufgestellt, Sammlung NBVJ |

## Bredsjö–Degerfors Järnväg
1893 beantragte Nora–Karlskoga Järnvägsaktiebolag, die Bahnstrecke Striberg–Degerfors der Vikern–Möckelns järnvägsaktiebolag, die Bahnstrecke Striberg–Grängen der Striberg–Grängen järnvägsaktiebolag und die Bahnstrecke Bredsjö–Grängen der Bredsjö–Grängens trafikaktiebolag zu einer einzigen, 97 Kilometer langen Eisenbahnstrecke zu verschmelzen. Im November 1893 bewilligte der König die Fusion. Zum 20. April 1894 wurde die 97 km lange schmalspurige Bredsjö–Degerfors Järnväg (BDJ) gebildet.

## Umspurung
Das Unternehmen entschied sich 1903, den Streckenabschnitt Striberg–Grängen–Bredsjö auf Normalspur mit 1435 mm umzubauen. Die umgebaute Strecke wurde am 15. November 1907 Teil der Nora Bergslags Järnväg. Beim Umbau wurde ein kurzer Streckenabschnitt zwischen dem neu errichteten Bahnhof Striberg – es war der dritte Bahnhof im Ort –  und dem Schmalspurbahndamm nach Bålsjön (Bälgsjön) gebaut. Bei Sågheden endete diese neue Strecke und der Bahnhof Klacka-Lerberg wurde verlegt. Es gab zudem noch kleinere Linienverbesserungen.

## Nora Bergslags Järnvägsaktiebolag
Nach einer finanziellen Rekonstruktion kaufte Nora–Karlskoga Järnvägs 1905 die Vermögenswerte der Striberg–Grängens Järnväg, die damit Teil der neu gebildeten Nora Bergslags Järnvägsaktiebolag wurde.

## Stilllegung und Abbau
Alle Nebenstrecken wurde 1907 im Zusammenhang mit der Umstellung auf Normalspur eingestellt und abgebaut.
Auf der Normalspurstrecke wurde der Personenverkehr am 22. Mai 1966 und der Güterverkehr am 11. Juni 1979 eingestellt. Die Strecke Grängen–Striberg wurde 1979/1980 von Nora Bergslags Järnväg abgebaut.

## Pferdebahn Slotterberget–Grängen
Der Abbau von Erz in Slotterberget begann Mitte der 1700er Jahre und setzte sich bis zum Ende der 1920er Jahre fort. Vom Abbaugebiet führte eine 2,7 km lange Pferdebahn zum Grängen, wo das Erz auf Lastkähne umgeladen wurde. Das alte Gleisbett ist an mehreren Stellen sichtbar und kann mit dem Fahrrad befahren werden.